# Pauzaniasz (król Sparty)
Pauzaniasz, gr. Παυσανίας (zm. 395 p.n.e.) – król Sparty w latach 409–395 p.n.e. z dynastii Agidów. Wnuk Pauzaniasza, wodza spartańskiego, dowodzącego w bitwie pod Platejami.
W 404 p.n.e., wraz ze współkrólem Agisem, dowodził spartańskimi wojskami podczas oblężenia i zdobycia Aten w końcowej fazie II wojny peloponeskiej.